# Zhao Boju
Zhao Boju (1120–1182) var en kinesisk målare. Zhao tillhörde den akademiska kretsen i Hangzhou och stod högt i gunst hos kejsar Song Gaozong. Han var en tekniskt skicklig men konservativ målare. Han skiljer sig starkt från naturromantikerna från tiden närmast före Songperioden men även från de realistiska iakttagarna från Song, och hans konst präglas främst av studierna av de gamla mästarna, i synnerhet Li Sixun och Wang Wei. Han sysslade med alla motiv och uttryckte sig genom dekorativ stilisering; han målade med röda, blå och gröna täckfärger, förhöjda med vitt eller guld. Detta maner utformades av Zhao men fortlevde under Mingtiden och tidig Qingtid som en akademisk specialitet.
Inga originalverk av Zhao har bevarats till eftervärlden.

## Källa
- Svensk uppslagsbok, 1955.
- Wikimedia Commons har media som rör Zhao Boju.